# George Bass (podróżnik)

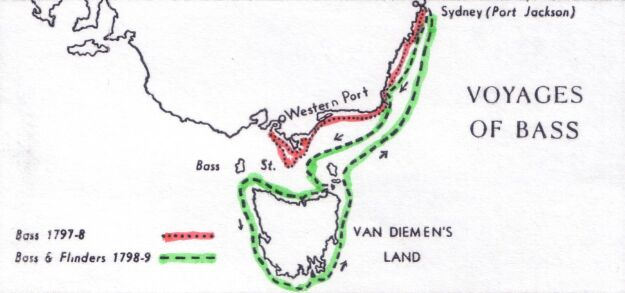
Mapa ukazująca trasy dwóch najważniejszych wypraw Bassa

George Bass (ur. 30 stycznia 1771 w Aswarby, zm. prawdopodobnie ok. 5 lutego 1803) – brytyjski lekarz i podróżnik, najbardziej znany ze swojego udziału w eksploracji wybrzeży Australii, w czym współpracował z Matthew Flindersem. Od jego nazwiska pochodzi nazwa Cieśniny Bassa, oddzielającej kontynentalną Australię od Tasmanii.

## Życiorys
Urodził się w hrabstwie Lincolnshire jako syn drobnego właściciela ziemskiego. Po ukończeniu szkoły średniej i odbyciu przeszkolenia w szpitalu, w 1789 uzyskał prawo wykonywania zawodu lekarza. W 1794 wstąpił do Royal Navy jako lekarz wojskowy i w tym samym roku został wysłany do Nowej Południowej Walii, pierwszej kolonii brytyjskiej w Australii, założonej zaledwie sześć lat wcześniej. Na pokładzie statku (a podróż z Anglii na Antypody trwała wówczas osiem miesięcy) poznał Flindersa. Wkrótce po przybyciu na miejsce obaj podjęli współpracę na polu eksploracji wciąż słabo poznanego kontynentu. Początkowo badali Zatokę Botaniczną i rzekę Georges. Następnie Bass (tym razem bez Flindersa) udał się na wyprawę mającą na celu sporządzenie dokumentacji południowo-wschodniego wybrzeża nowego lądu. Podczas tej ekspedycji doszedł do wniosku, że Ziema Van Diemena – jak wówczas nazywała się Tasmania – nie jest częścią kontynentu australijskiego, lecz wyspą oddzieloną od niego przez cieśninę. 
Aby zweryfikować tę teorię, w 1798 Bass z Flindersem przepłynęli do Sydney do wybrzeży Ziemi, a następnie okrążyli ją, dokumentując całe jej wybrzeże i potwierdzając ostatecznie jej wyspiarskość. Po powrocie do Nowej Południowej Walii, Bass przedłożył gubernatorowi Johnowi Hunterowi raport z rekomendacją założenia miasta nad odkrytą przez nich rzeką Derwent. Z kolei Flinders wnioskował, aby odkryta cieśnina uzyskała imię jego kolegi. Oba wnioski zostały przyjęte, a założone miasto otrzymało nazwę Hobart i do dziś jest stolicą i największym ośrodkiem wyspy. Bass był także zapalonym przyrodnikiem i autorem jednego z pierwszych opisów nieznanych wcześniej Europejczykom zwierząt – wombatów.
W późniejszych latach zajął się działalnością kupiecką, polegającą głównie na sprowadzaniu do Australii – na własnym statku – towarów zakupionych na wyspach Polinezji. W styczniu 1803 wypłynął z portu w Sydney na pokładzie swego okrętu, zmierzając najprawdopodobniej w kierunku Tahiti (według niektórych teorii chciał dopłynąć aż do Chile) i wszelki słuch po nim zaginął. Najprawdopodobniej statek zatonął, choć funkcjonuje też wiele spekulacji dotyczących jego rzekomego aresztowania w Chile (gdyby podjął tam działalność handlową, złamałby monopol Hiszpanii na handel z jej koloniami południowoamerykańskimi). W styczniu 1806 roku dowództwo brytyjskiej marynarki wojennej uznało go za zmarłego, zaś jego żonie przyznano rentę dla wdów po marynarzach.